# El Solar (Chile)
El Solar, es una paraje chileno ubicado en la Provincia del Huasco, Región de Atacama. Se ubica en la parte superior del Valle del Huasco.

## Historia
Este paraje fue anteriormente una localidad habitada. La construcción del Embalse Santa Juana obligó a sus habitantes a trasladarse al poblado de Alto del Carmen.
En 1923 Alfredo Rodríguez Salazar trajo una pequeña imagen de la Virgen del Rosario desde Andacollo. El año siguiente se comenzó un grupo de bailes chinos fundado por Paulino González que venía desde la aguada de El Sauce, detrás de El Maitén. El 26 de diciembre de 1924 el padre Pedro Muranda bendijo la primera piedra de la Capilla. En 1926 se terminó la construcción de la Capilla Virgen de Andacollo.
En 1968 la imagen de la Virgen del Rosario fue reemplazada por una más grande. Sin embargo, en octubre de 1971 un alud destruyó la capilla y la comunidad tardó 16 días para rescatar la imagen. Desde el año 1984 celebra la Fiesta Virgen de Andacollo cada 25 de diciembre.

## Turismo
Este paraje se encuentra ubicado junto al camino que va de Vallenar a Alto del Carmen, próximo al área de inundación del Embalse Santa Juana.
Gracias a la presencia de vegetación y aguas somera del Embalse, este lugar es un buen sitio para la observación de avifauna, especialmente de patos silvestres.
Una vez al año se celebra aquí una fiesta religiosa que reúne a los antiguos habitantes de El Solar y a sus familias.

## Accesibilidad y transporte
El paraje de El Solar se encuentra ubicada junto al Embalse Santa Juana y próximo a la localidad de El Maitén.
Las excursiones guiadas desde Vallenar hasta Alto del Carmen pasan por este histórico lugar.
Existe transporte público diario a través de buses de rurales desde el terminar rural del Centro de Servicios de la Comuna de Alto del Carmen, ubicado en calle Marañón 1289, Vallenar.
Si viaja en vehículo propio, no olvide cargar suficiente combustible en Vallenar antes de partir. No existen puntos de venta de combustible en la comuna de Alto del Carmen.
A pesar de la distancia, es necesario considerar un tiempo mayor de viaje, debido a que la velocidad de viaje esta limitada por el diseño del camino. Se sugiere hacer una parada de descanso en algún punto del Embalse Santa Juana para hacer más grato su viaje.
El camino es transitable durante todo el año, sin embargo es necesario tomar precauciones en caso de eventuales lluvias en invierno.

## Alojamiento y alimentación
En la comuna de Alto del Carmen existen pocos servicios de alojamiento formales, es posible encontrar en el poblado de Alto del Carmen, se recomienda hacer una reserva con anticipación.
En las proximidades a El Solar no hay servicios formales de Camping, sin embargo se puede encontrar algunos puntos rurales con facilidades para los campistas en La Junta y en Alto del Carmen.
Los servicios de alimentación son escasos, existiendo en Alto del Carmen algunos restaurantes.
En muchos poblados hay pequeños almacenes que pueden facilitar la adquisición de productos básicos durante su visita.

## Salud, conectividad y seguridad
El paraje de El Solar no tiene servicios. En el poblado de Alto del Carmen se cuenta con servicio de electricidad, iluminación pública y red de agua potable.
En Alto del Carmen existe un Reten de Carabineros de Chile y un Centro de Salud Familiar dependiente del Municipio de Alto del Carmen.
En El Solar, no hay servicio de teléfonos públicos rurales, sin embargo existe señal para teléfonos celulares.
El Municipio de Alto del Carmen cuenta con una red de radio VHF en toda la comuna en caso de emergencias.
En el poblado de Alto del Carmen hay servicio de cajeros automáticos, por lo que se sugiere tomar precauciones antes del viaje. Algunos almacenes de este poblado cuentan con servicio de Caja Vecina.